# Kilonova
Vụ nổ kilonova (macronova hay siêu tân tinh quá trình r) là một sự kiện thiên văn biến đổi tức thời (transient astronomical event) xảy ra trong hệ đôi chứa hai thiên thể đặc như hai sao neutron hoặc một sao neutron và một lỗ đen va chạm sáp nhập với nhau. Kilonova được cho là nguồn gốc phát ra các chớp gamma ngắn và các bức xạ điện từ mạnh do quá trình phân rã phóng xạ các hạt nhân nặng mới được tổng hợp từ phản ứng hạt nhân bắt neutron nhanh (r-process) đưa đến tạo ra và phân tán đều đặn trong giai đoạn va chạm sáp nhập.
Sự kiện kilonova đầu tiên được phát hiện qua xác định chớp tia gamma ngắn, GRB 130603B, bằng thiết bị gắn trên đài quan sát Swift và tàu KONUS/WIND và sau đó được quan sát bởi kính thiên văn không gian Hubble.

## Lý thuyết

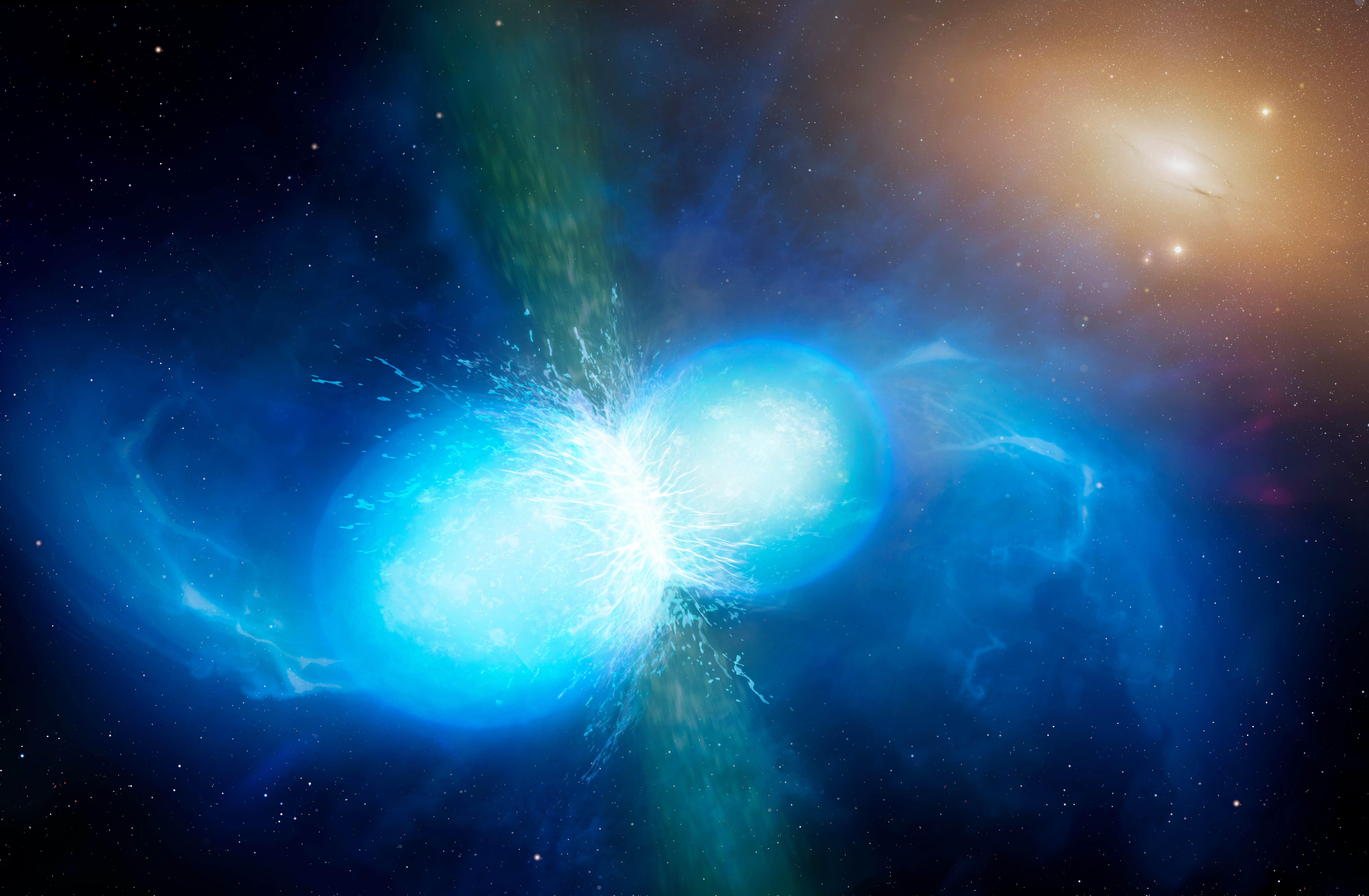
Minh họa hai sao neutron đang va chạm, kéo theo phát ra sóng hấp dẫn và bức xạ điện từ.

Chuyển động trên quỹ đạo xoắn ốc và sáp nhập của hai thiên thể đặc là nguồn phát sóng hấp dẫn (GW) mạnh. Kilonovae được cho là một trong các hiện tượng phát ra chớp tia gamma ngắn (GRB) và là nguồn sản sinh chủ yếu các nguyên tố nặng hơn sắt thông qua quá trình phản ứng tổng hợp hạt nhân r-process trong vũ trụ. Thuật ngữ kilonova được các tác giả Metzger đưa ra trong một bài báo năm 2010 nhằm đặc trưng cho độ sáng cực đại của nó, mà họ đã quan sát thấy cao gấp 1000 lần (kilo) so với một sự kiện nova thông thường. Nhưng độ sáng của kilonova thường chỉ bằng 1/100 đến 1/10 độ sáng của một siêu tân tinh điển hình, những vụ nổ của các ngôi sao khối lượng lớn. Mô hình cơ bản về quá trình sáp nhập hai sao neutron cũng đã được Lý Lập Tân và Bohdan Paczyński nêu ra từ năm 1998.

## Quan sát

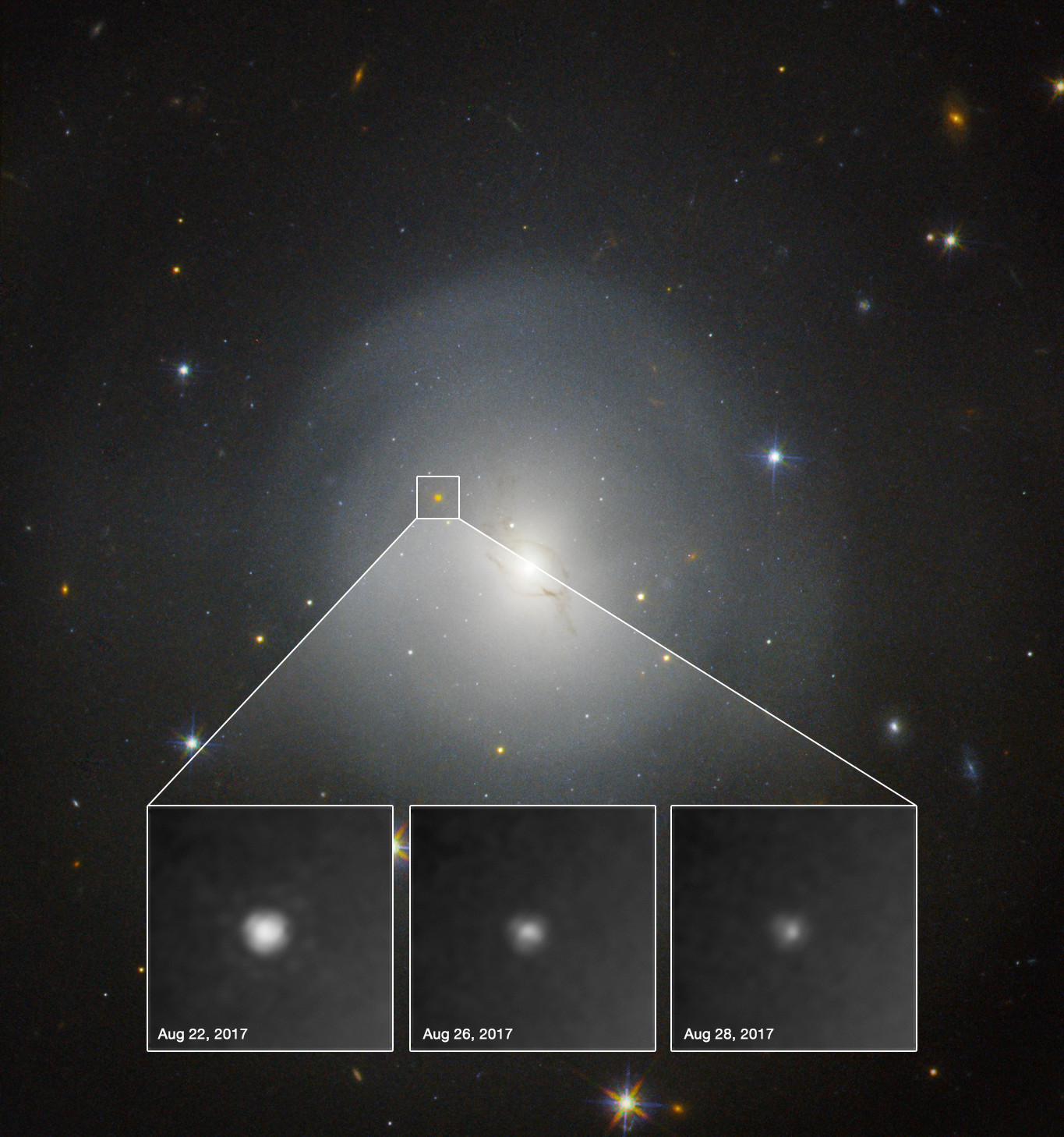
Vụ nổ kilonova GW170817/GRB170817A quan sát bởi Hubble.

Phát hiện và quan sát rõ ràng đầu tiên về kilonova đó là sự kiện vào năm 2013, đi kèm với chớp tia gamma ngắn GRB 130603B, nơi bức xạ hồng ngoại mờ từ vụ nổ kilonova ở xa đã được phát hiện bởi kính thiên văn Hubble.
Ngày 16 tháng 10 năm 2017, nhóm Hợp tác khoa học LIGO và Virgo cùng nhiều nhóm thiên văn khác đã công bố sự phát hiện đồng thời đầu tiên ở sóng hấp dẫn (GW170817) cùng bức xạ điện từ (GRB 170817A, SSS17a) từ cùng một vị trí, và chứng tỏ rằng nguồn phát là một kilonova do hai sao neutron va chạm sáp nhập tạo nên. Tín hiệu GRB ngắn này được theo sau bởi sự kiện thiên văn diễn ra lâu hơn hàng tuần trong bước sóng khả kiến và hồng ngoại (AT 2017gfo) nằm ở thiên hà tương đối gần, NGC 4993.